# Véu do Cálice

Véu de cálice

Véu de Cálice constitui-se de objeto litúrgico utilizado na Igreja Católica para cobrir o cálice e a patena.